# Сіркова
Сірко́ва (рос. Серкова) — присілок у складі Талицького міського округу Свердловської області.
Населення — 48 осіб (2010, 86 у 2002).
Національний склад станом на 2002 рік: росіяни — 100 %.